# 1568 Aisleen
1568 Aisleen este un asteroid din centura principală, descoperit pe 21 august 1946, de Ernest Johnson.